# Belső-tó
Der Belső-tó (ungarisch für „Innerer See“) ist ein Kratersee auf der Halbinsel Tihany, die in den Plattensee hineinragt. Der See liegt in einer der drei Calderen der Halbinsel, die sich im Tertiär bildeten, und ist nicht mit dem Plattensee verbunden. In einer anderen Caldera befindet sich der zweite See Tihanys, der Külső-tó.
Belső-tó bedeckt eine Fläche von etwa 28 Hektar und liegt auf ungefähr 129 m Höhe über dem Meeresspiegel. Er ist maximal 2–3 m und durchschnittlich circa 1,50 m tief. Wie viele Kraterseen hat er keinen Abfluss und wird lediglich durch Regenwasser gespeist. Je nach Regenmenge trocknete er deswegen in der Vergangenheit immer wieder aus oder überschwemmte die angrenzenden Wiesen. Ursprünglich war die gesamte Seefläche mit Schilf zugewachsen, inzwischen ist die Wasserfläche offen und ein Schilfgürtel umschließt weitgehend den See. Früher diente Belső-tó als Viehtränke, heute nutzt man ihn ausschließlich zum Angeln. Um den See führt ein Fußweg.

## Belege
1. ↑  Ferenc Zakonyi, István Illes und Ferenc Horváth: Die Naturwerte des Erholungsdistriktes am Plattensee. Landesamt für Umwelt- und Naturschutz (Hrsg.). Pannon Nyomda Verlag, Veszprém 1980, ISBN 978-963-02-3896-0, S. 53 f.
2. ↑  Balatonfüred, Tihany, Tihanyi-félsziget. Cartographia Kft., Budapest 2012. ISBN 978-963-352-680-4
3. ↑  Ferenc Zakonyi, István Illes und Ferenc Horváth: Die Naturwerte des Erholungsdistriktes am Plattensee. Landesamt für Umwelt- und Naturschutz (Hrsg.). Pannon Nyomda Verlag, Veszprém 1980, ISBN 978-963-02-3896-0, S. 53 f. sowie die Informationstafel am See (ungarisch-englisch) ohne Urheberangabe: ‚(etwa) 25 Meter über dem Plattensee‘
4. ↑  Balatonfüred, Tihany, Tihanyi-félsziget. Cartographia Kft., Budapest 2012. ISBN 978-963-352-680-4
5. ↑  Informationstafel am See (ungarisch-englisch) ohne Urheberangabe.
6. ↑  Informationstafel am See (ungarisch-englisch) ohne Urheberangabe.